# Tomatina (compuesto químico)
La tomatina α, con fórmula química C50H83NO21, es un tóxico de glucoalcaloides encontrado en los tallos y hojas de las plantas de tomate, que tiene propiedades fungicidas. La tomatina químicamente pura es un sólido blanco cristalino a temperatura y presión estándar. Algunos microbios producen una enzima llamada tomatinasa que puede degradar la tomatina, haciéndola ineficaz como agente antimicrobiano.

## Usos
La tomatina se ha utilizado como un reactivo en química analítica para la precipitación de colesterol por solución. También, la tomatina es conocida por ser un adyuvante inmunológico en relación con ciertas proteínas antígenos.